# Fritz Schmidt (SS)
Fritz Schmidt (Eibau, 29 novembre 1906 – Germania Ovest, 4 febbraio 1982) è stato un militare tedesco, comandante delle Schutzstaffel della Germania nazista e responsabile dell'Olocausto durante la seconda guerra mondiale.

## Biografia
Prestò servizio come guardia e autista presso i centri di sterminio di Sonnenstein e di Bernburg nel 1940-1941 con il grado di SS-Unterscharführer. Nel 1942, Schmidt fu trasferito al campo di sterminio di Treblinka insieme ad altri specialisti della gasazione dove fu responsabile della sala macchine che alimentava i gas di scarico delle camere a gas.
Dopo la chiusura del campo nel 1943 fu trasferito a Trieste, sede della Zona d'operazioni del Litorale adriatico, dove si stava allestendo il centro di sterminio della Risiera di San Sabba. Dopo la guerra fu arrestato dagli Alleati in Sassonia e interrogato. 
Nel dicembre 1949 fu processato per i crimini contro l'umanità e condannato a 9 anni di carcere. Visse in Germania Ovest fino alla sua morte avvenuta nel 1982.
Lo SS-Oberscharführer Heinrich Matthes, capo dell'area di sterminio al campo II e vice comandante del campo di sterminio di Treblinka testimoniò in seguito sul ruolo di Schmidt nell'uccisione degli ebrei.